# Hysteroscene extravagans
Hysteroscene extravagans är en fjärilsart som beskrevs av Erich Martin Hering 1925. Hysteroscene extravagans ingår i släktet Hysteroscene och familjen bastardsvärmare. Inga underarter finns listade i Catalogue of Life.